# Тисаашванська сільська рада
| Тисаашванська сільська рада — колишній орган місцевого самоврядування у Ужгородському районі Закарпатської області з адміністративним центром у с. Тисаашвань. Сільській раді підпорядковані населені пункти: - с. Тисаашвань - с. Тисауйфалу |

## Склад ради
Рада складається з 16 депутатів та голови.

## Керівний склад сільської ради
| ПІБ                    | Основні відомості                                                         | Дата обрання | Дата звільнення |
| ---------------------- | ------------------------------------------------------------------------- | ------------ | --------------- |
| Маломка Галина Юріївна | Сільський голова, 1968 року народження, освіта, член Партії регіонів      | 26.03.2006   | 31.10.2010      |
| Маломка Галина Юріївна | Сільський голова, 1968 року народження, освіта вища, член Партії регіонів | 31.10.2010   |                 |

Примітка: таблиця складена за даними джерела